# Mononchulus nodicaudatus
Mononchulus nodicaudatus är en rundmaskart. Mononchulus nodicaudatus ingår i släktet Mononchulus och familjen Mononchulidae. Inga underarter finns listade i Catalogue of Life.